# Rajgarh (Rajgarh)
Rajgarh ist eine Stadt im indischen Bundesstaat Madhya Pradesh.
Rajgarh bildet die Hauptstadt des gleichnamigen Distrikts. Die Stadt befindet sich 110 km nordwestlich von Bhopal, der Hauptstadt von Madhya Pradesh.
Die Stadt liegt am linken Flussufer des Newaj. Die nationale Fernstraße NH 12 verbindet Rajgarh mit dem 20 km südöstlich gelegenen Biaora sowie mit dem 15 km westlich gelegenen Khilchipur.
Beim Zensus 2011 hatte die Stadt 29.726 Einwohner.
Rajgarh war vom Ende des 15. Jahrhunderts bis 1948 Hauptstadt des gleichnamigen Fürstenstaates. Oberhalb dem Flussufer befindet sich die alte Festung von Rajgarh.